# Lo sviluppo della dottrina cristiana
Lo sviluppo della dottrina cristiana è un libro del teologo John Henry Newman, pubblicato nel 1845, nell'ambito della teologia cristiana, e in particolare cattolica. Nel testo si spiega il modo in cui la dottrina ufficiale del cattolicesimo romano si sia modificata attraverso i secoli, assumendo caratteristiche e anche contenuti che, sia pure non riscontrabili come tali nei documenti fondamentali del Nuovo Testamento, sarebbero in essi presenti in modo implicito.
Il cardinale Newman usava l'idea dello sviluppo della dottrina per difendere l'insegnamento cattolico dagli attacchi di alcuni anglicani e di altri protestanti, che vedevano certi elementi dell'insegnamento cattolico come corruzioni o innovazioni rispetto all'insegnamento del Nuovo Testamento.
 Egli sosteneva che, al contrario, varie dottrine cattoliche non accettate dai protestanti (come la devozione alla Madonna, o il purgatorio) hanno avuto una storia di sviluppo analoga alle dottrine che i Protestanti pure accettano (come la Trinità e la doppia natura divina ed umana di Cristo). Questi sviluppi erano, secondo lui, conseguenza benefica e naturale della ragione, che elabora la verità originalmente rivelata per trarre conseguenze che in una prima fase non erano ovvie.

Il cardinale Newman si era basato su uno studio estensivo della patristica che, sosteneva, era implicitamente presente nella divina rivelazione nella Bibbia, e della tradizione, presente fin dagli albori della Chiesa. Relativamente al cristianesimo storico ha scritto:
«In verità, l'essere profondi nello studio della storia equivale a non essere più protestanti.»
Nell'ambito della controversia del modernismo teologico, condannato nell'enciclica Pascendi da papa Pio X, alcuni intellettuali come George Tyrrell e Alfred Loisy citarono il pensiero del cardinale Newman, ma il loro obiettivo non era tanto quello di comprendere le radici antiche della dottrina della Chiesa, ma di farla evolvere secondo le loro idee nello spirito liberale dei tempi. Tale corrente, nota come "evoluzione dei dogmi" era influenzata da correnti filosofiche come il vitalismo, l'immanentismo e lo storicismo.

## Edizioni
- John Henry Newman, Lo sviluppo della dottrina cristiana, Bologna, Il Mulino, 1967.
- John Henry Newman, Lo sviluppo della dottrina cristiana, Milano, Editoriale Jaca Book, 2003, 20202.